# Аріапейт (цар скіфів)
Аріапейт (також Аріапіф; дав.-гр. Ἄριαπείθης; ~480 — ~460) — скіфський династ, батько Скіла, Октамасада та Оріка.
За Геродотом, довіреною особою Аріапейта в Ольвії був елін Тімн. Від скіфської жінки Опойї Аріапейт мав сина Оріка, від неназваної елінки з Істрії — Скіла, який згодом став його наступником. Октамасад був народжений неназваною донькою Тереса Одриського.
Під час панування Аріапейта, яке умовно може бути датоване 480-460-ми рр. до н. е., відбулися такі події:
- встановлення скіфського протекторату над Ольвією[3] (висловлена думка має опонентів);[4]
- утворення релігійного та політичного об'єднання полісів під главенством Археанактидів у східній Тавриці (Діодор Сицилійський, XII. 31.1);[5]
- встановлення відносин з новоутвореним Одриським царством (вищезгаданий династичний шлюб з донькою першого царя одрисів Терея);[6]
- протистояння скіфів та агатірсів, під час якого Аріапейта «підступно» вбив цар агатірсів Спаргапейт.[7]

Перелічені вище події є підставою для гіпотези, що під час свого панування Аріапейт переглянув та впорядкував відносини Скіфії в першу чергу з грецькими полісами, а, згодом, і з сусідніми варварськими «царствами».

### Етимологія іменіАріапейт
грец. Ἄριαπείθης < скіф. arya-paiϑah- < авест. *aírya-paesah- — укр. «окраса аріїв».

## Аріапейт в повідомлені Геродота (Історія, IV)
- 76. …Проте мені розповів Тімн (2), представник Аріапейта…[11]
- 78. Багато, навіть дуже багато років після того, таке саме сталося з Скілом, сином Аріапейта. Отже, в Аріапейта, царя скіфів, серед інших його дітей, народився Скіл. Він народився від матері істріянки(1), а не від тамтешньої жінки, і його мати навчила його еллінської мови та еллінської грамоти. Згодом, за деякий час Аріапейта підступно вбив Спаргапейт, цар агатірсів, і Скіл одержав царську владу і разом із нею і жінку свого батька, яку звали Опойя. Ця Опойя була скіфянкою і від неї народився Орік, син Аріапейта.[12]